# The Big Lebowski
The Big Lebowski is een Amerikaanse komedie uit 1998 van de gebroeders Joel en Ethan Coen. De film gaat over twee excentrieke sociaal gestoorde bowlers die zich, zonder het te beseffen, in de nesten werken en slachtoffer worden van een intrige. In de loop van de jaren kreeg de film een cultstatus en deze werd in 2014 toegevoegd aan het National Film Registry. The Big Lebowski vormde de inspiratie voor het dudeïsme, een levenswijze die aanmoedigt om het vooral rustig aan te doen en je niet gek te laten maken.

## Verhaal
In het Los Angeles van 1991 wordt vrijgezel van middelbare leeftijd Jeffrey "The Dude" Lebowski in zijn huis aangevallen door twee handlangers van pornokoning Jackie Treehorn. Ze eisen geld dat de vrouw van Lebowski Treehorn verschuldigd is. Uiteindelijk beseffen de handlangers dat ze de verkeerde Jeffrey Lebowski voorhebben en vertrekken, maar niet voordat een van hen op het favoriete tapijt van The Dude plast.
Op advies van zijn bowlingpartners, Walter Sobchak, een felle Vietnamveteraan, en de timide Donny Kerabatsos, bezoekt The Dude de andere Lebowski (de genaamde "The Big Lebowski"). The Big Lebowski is een rijke, verlamde filantroop. The Dude eist een vergoeding voor de schade aan zijn tapijt. The Big Lebowski weigert spottend de eis van The Dude. Bij zijn vertrek steelt The Dude sluw een tapijt uit het landhuis van Lebowski. Hij ontmoet ook Bunny, Lebowski's veel jongere vrouw. Hij merkt Bunny's tenen op, geverfd met groene nagellak.
Dagen later komt The Dude erachter dat Bunny is ontvoerd. The Big Lebowski huurt hem in om het losgeld te bezorgen en erachter te komen of de ontvoerders dezelfde misdadigers zijn die zijn tapijt hebben "ontheiligd". The Dude speculeert tegen Walter en Donny dat Bunny haar eigen ontvoering heeft geënsceneerd om het losgeld te stelen en haar schulden af te betalen. Walter is meteen overtuigd van de theorie. Die nacht vallen enkele andere boeven The Dude aan en ze nemen zijn nieuwe tapijt mee.
De ontvoerders regelen een bijeenkomst om het losgeld te innen. Walter is er nog steeds van overtuigd dat Bunny zichzelf heeft laten "ontvoeren" en bedenkt een plan om het losgeld te behouden door een nep-koffertje vol wasgoed af te leveren. Tot zijn schrik kijkt The Dude toe terwijl Walter de ontvoerders de nep-koffer geeft. The Dude ontdekt later dat zijn auto gestolen is, waarin het koffertje met het geld lag.
De dochter van The Big Lebowski, Maude, belt The Dude op en legt hem uit dat haar mensen zijn nieuwe tapijt hebben meegenomen en nodigt hem uit om haar te bezoeken. Ze speelt een videotape af waarin Bunny wordt onthuld als een "actrice" in een van Treehorns films. Maude is het eens met de theorie van The Dude dat Bunny haar eigen ontvoering heeft geënsceneerd en vraagt The Dude om hulp om het losgeld terug te krijgen. Later confronteert The Big Lebowski The Dude boos omdat hij het losgeld niet aan de ontvoerders heeft afgeleverd en laat hem een afgehakte teen met groene nagellak zien, vermoedelijk een teen van Bunny. Drie Duitse nihilisten bedreigen The Dude in zijn appartement. Ze identificeren zichzelf als de ontvoerders van Bunny, maar Maude zegt dat ze de vrienden van Bunny zijn.
De auto van The Dude wordt - zonder het koffertje - teruggevonden door de politie. In de auto vindt The Dude het huiswerk van een scholier, genaamd Larry Sellers. Walter en The Dude confronteren Larry bij hem thuis, maar wanneer Larry niet reageert, gebruikt Walter een koevoet om een nieuwe Corvette C4 te vernielen die Larry volgens hem met het gestolen geld heeft gekocht. Larry's buurman, de feitelijke eigenaar van de sportwagen, vernielt als vergelding de auto van The Dude.
The Dude wordt uitgenodigd bij Jackie Treehorn, die een substantie in de White Russian van The Dude mengt. Terwijl hij bewusteloos is, droomt The Dude ervan met Maude de hoofdrol te spelen in een Treehorn-film over bowlen. Hij ontwaakt in politiehechtenis, wordt aangevallen door de politiechef van Malibu en uit Malibu gegooid. Nadat hij uit een taxi wordt getrapt na een triviale ruzie over de Eagles, blijft The Dude op straat staan. Zonder dat hij het weet, snelt Bunny voorbij in een cabriolet. De camera zoomt in om te laten zien dat ze nog steeds al haar tenen heeft. De verwijderde teen blijkt eigenlijk van een vrouwelijke kennis van de nihilisten te zijn.
The Dude keert terug naar huis en ziet dat zijn bungalow wordt geplunderd door de handlangers van Treehorn. Hij wordt verleid door Maude, die hoopt een kind te verwekken, maar ze verzekert The Dude dat hij geen vaderlijke aansprakelijkheid of betrokkenheid bij de opvoeding van het kind zal hebben. Ze legt uit dat haar vader zelf geen geld heeft. Het familiefortuin behoorde toe aan haar overleden moeder, die niets aan haar vader overliet.
The Dude realiseert zich plotseling het hele plan: nadat Bunny de stad heeft verlaten voor een onaangekondigde reis, hebben haar nihilistische vrienden haar ontvoering in scène gezet om geld van haar man af te persen. Lebowski, die zijn vrouw haatte, trok het losgeld van de familietrust terug, maar hield het geld in het geheim voor zichzelf en gaf The Dude een koffertje gevuld met telefoonboeken. Walter en The Dude confronteren The Big Lebowski, die weigert zijn verantwoordelijkheid toe te geven. Walter, die ten onrechte gelooft dat The Big Lebowski doet alsof hij verlamd is, gooit hem uit zijn rolstoel en laat hem op de grond achter.
In de veronderstelling dat de beproeving voorbij is, keren The Dude en zijn vrienden terug naar de bowlingbaan, waar ze worden geconfronteerd met de nihilisten die de auto van The Dude in brand hebben gestoken en het losgeld eisen. Wanneer ze ontdekken dat er nooit geld is geweest, besluiten de nihilisten hen te beroven, maar Walter weert ze met geweld af. Tijdens het handgemeen krijgt Donny een hartaanval en sterft.
Terwijl hij zich voorbereidt om Donny's as vanaf een klif in de oceaan te strooien - uit een koffieblik omdat ze geen urn konden betalen - houdt Walter een informele lofrede die overgaat in een toespraak over de oorlog in Vietnam. Zich niet bewust van de wind, strooit hij Donny's as over zichzelf en The Dude, die geïrriteerd klaagt over Walter. Uiteindelijk verzoenen ze zich en omhelzen ze elkaar. Later ontmoet The Dude de verteller van de film - de Vreemdeling - in de bowlingbaan, die het publiek vertelt dat Maude zwanger is van een "kleine Lebowski". De Vreemdeling wenst The Dude en Walter veel succes met hun bowlingtoernooi en zegt, rechtstreeks in de camera sprekend, dat men gerust kan zijn te weten dat "The Dude blijft".

## Interpretatie
De film is op verschillende manieren geïnterpreteerd. Als kritiek op het neoconservatisme, de eerste golfoorlog en de Reaganomics. Ook thema’s als warenfetisjisme, seksueel fetisjisme en feminisme komen voorbij. De hoofdpersoon laat het allemaal over zich heen komen en maakt zich alleen druk als er verantwoordelijkheid op zijn schouders komt te liggen. De film is ook als moderne western getypeerd.

## Rolverdeling

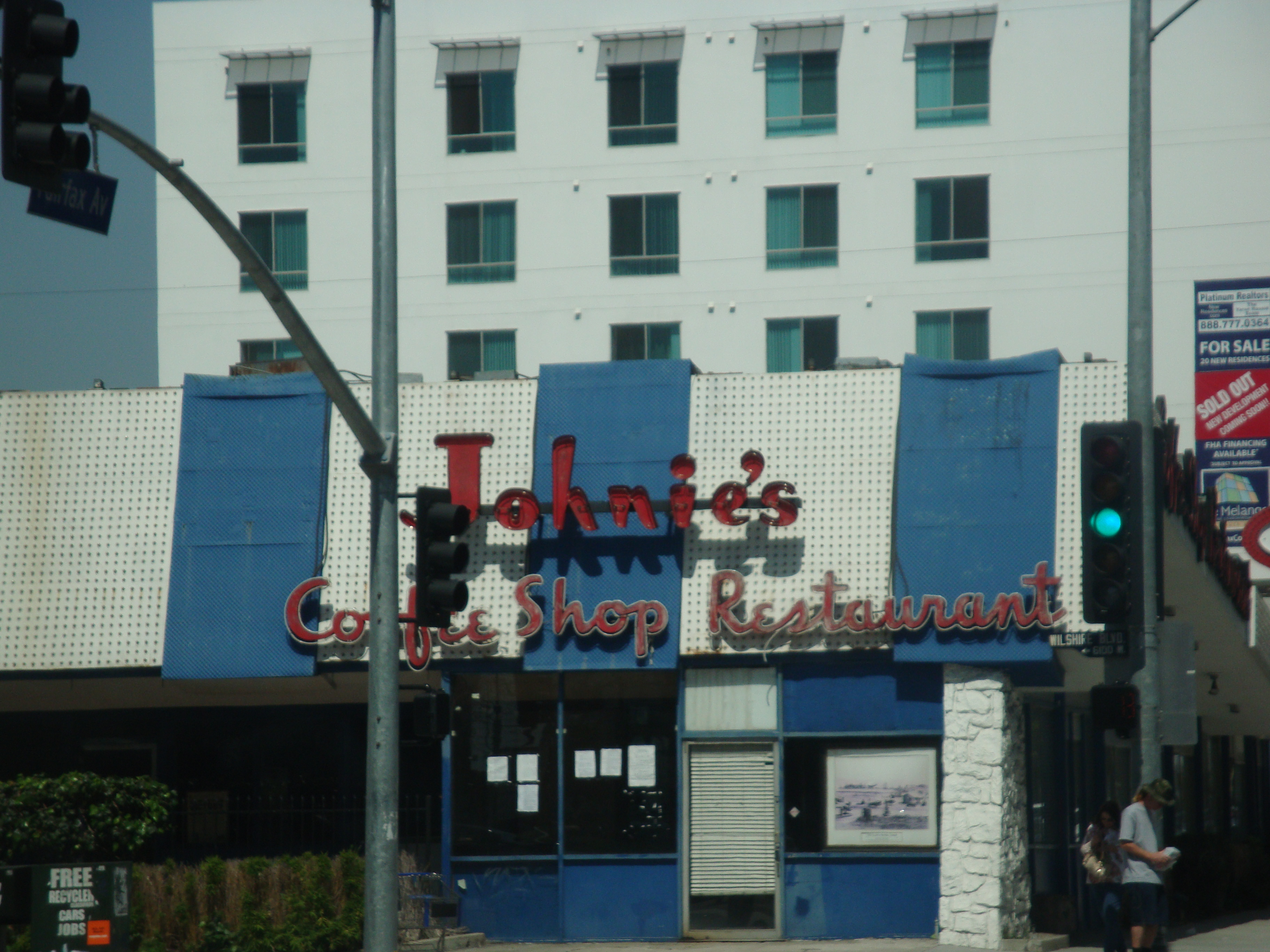
Bij Johnie's vonden opnames plaats voor The Big Lebowski

| Acteur                 | Personage                                |
| ---------------------- | ---------------------------------------- |
| Jeff Bridges           | Jeffrey "The Dude" Lebowski              |
| John Goodman           | Walter Sobchak                           |
| Julianne Moore         | Maude Lebowski                           |
| Steve Buscemi          | Theodore Donald "Donny" Kerabatsos       |
| David Huddleston       | Jeffrey "The Big" Lebowski               |
| Philip Seymour Hoffman | Brandt                                   |
| Tara Reid              | Bunny Lebowski                           |
| Philip Moon            | Woo, handlanger van Treehorn             |
| Mark Pellegrino        | blonde handlanger van Treehorn           |
| Peter Stormare         | Uli Kunkel / "Karl Hungus" (Nihilist #1) |
| Flea                   | Kieffer (Nihilist #2)                    |
| Torsten Voges          | Franz (Nihilist #3)                      |
| Jimmie Dale Gilmore    | Smokey                                   |
| Jack Kehler            | Marty                                    |
| John Turturro          | Jesus Quintana                           |
| James G. Hoosier       | Liam O'Brien                             |
| David Thewlis          | Knox Harrington                          |
| Sam Elliott            | de Vreemdeling                           |
| Ben Gazzara            | Jackie Treehorn                          |
| Jon Polito             | Da Fino                                  |
| Jesse Flanagan         | Larry Sellers                            |
| Leon Russom            | politiecommissaris van Malibu            |
| Aimee Mann             | Nihilist-meisje / teendonor              |
| Lu Elrod               | serveerster koffieshop                   |
| Asia Carrera           | Sherry in Logjammin' (onvermeld)         |

## Trivia

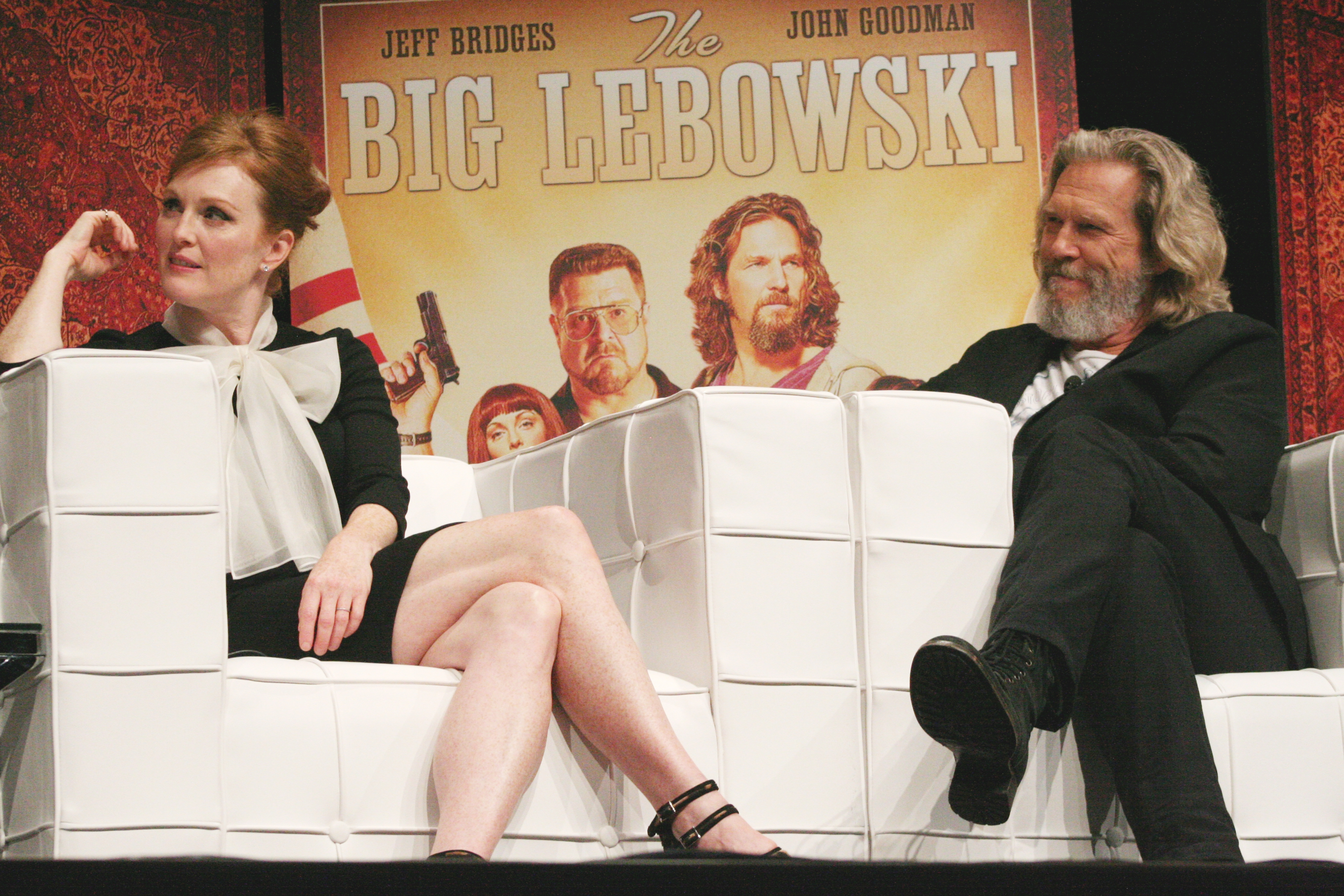
Twee acteurs, Julianne Moore en Jeff Bridges, uit The Big Lebowski tijdens het Lebowskifest van 2011

- De criminele nihilistenband "Autobahn" is een verwijzing naar de Duitse band Kraftwerk. Deze band heeft in werkelijkheid zelf in 1974 een album met de naam Autobahn uitgebracht.
- Het nihilisme is in werkelijkheid een filosofische stroming die alle kennis, betekenis en normen en waarden in twijfel trekt.
- Sinds 2002 wordt in Louisville (Kentucky) jaarlijks een Lebowskifest georganiseerd dat een weekend lang duurt.
- De hoofdpersoon drinkt doorlopend White Russians, een cocktail met wodka, Kahlúa en room.
- Een deel van de film is opgenomen in Sheats Residence die ook in Bandits en Charlie's Angels: Full Throttle werd gebruikt.
- In een van zijn dromen krijgt The Dude zijn bowlingschoenen van Saddam Hoessein, gespeeld door Jerry Haleva. Deze acteur heeft in verschillende films gespeeld vanwege zijn gelijkenis met de dictator.
- In 2019 kwam er een film uit over het personage Jesus Quintana, genaamd The Jesus Rolls. Hierin kroop John Turturro weer in de rol van de excentrieke bowler. Deze film is echter niet goed ontvangen.